# Idaea alutaceata
Idaea alutaceata là một loài bướm đêm trong họ Geometridae.